# Додонов, Иван Николаевич
Додонов Иван Николаевич (12 сентября 1883, Петербург, Российская империя — 1 апреля 1952, Париж, Франция) — руководитель крестьянского восстания в приходе Миккулайнен (д. Верхние Никулясы), участник операции по спасению знамени лейб-гвардии Гренадерского полка.

## Биография
Родился в семье Николая Васильевича Додонова — потомственного дворянина, комиссара по крестьянским делам Седлецкого уезда Седлецкой губернии Царства Польского.
Выдержал экзамен на курсах при Седьмой Петроградской гимназии на звание вольноопределяющегося II-го разряда, несколько месяцев служил в армии, но был уволен в запас в звании младшего унтер-офицера.
Работал управляющим имением Васильевка в Куйвозовской волости Санкт-Петербургской губернии и доходным домом в Санкт-Петербурге у своего дяди — действительного статского советника Василия Васильевича Додонова.
20 июля 1914 года был призван из запаса и направлен в Офицерскую стрелковую школу, а с началом Первой мировой войны отправлен на фронт в составе Полка офицерской стрелковой школы.
11 октября 1914 года был ранен в бою и до 19 декабря проходил лечение в земской лечебнице села Усть-Ижора.
22 января 1915 года после выздоровления был направлен в Ораниенбаумскую школу прапорщиков, 10 апреля — произведён в чин прапорщика и направлен в Гвардейскую запасную бригаду, готовившую солдат для сражавшихся на фронте гвардейских полков. В её состав входили запасные батальоны каждого из гвардейских полков.
Был направлен в лейб-гвардии Гренадерский полк. Произведён в подпоручики. 14 сентября 1916 года в боях на реке Стоход, перенёс отравление удушающими газами, но после лечения в госпитале вернулся в строй.
После Октябрьской революции группа гвардейских офицеров приняла решение спасти свою святыню — полковое знамя, врученное гренадерам императором Александром II в 1856 году в день 100-летия полка. Зашив знамя в наволочку и обвязав его вокруг пояса, капитан Н. В. Додонов привёз знамя в Петроград, откуда капитан де Шатобрен перевёз его в Киев, а затем — в белую Добровольческую армию.
В составе Сводно-гвардейского полка сформированного в составе Добровольческой армии, была и рота из бывших офицеров-гренадеров, сражавшихся под своим знаменем. В эмиграции в Париже действовало полковое объединение, заботившееся о сохранении святыни. В 1958 году последние оставшиеся в живых гренадеры торжественно передали знамя на хранение командиру Первого гвардейского гренадерского полка британской армии полковнику Бутлеру.  В 2002 году во время торжественной церемонии британские гренадеры передали это знамя президенту России Владимиру Путину. В настоящее время знамя лейб-гвардии Гренадерского полка находится в зале, посвящённом Гвардии, в экспозиции «Генштаб» Эрмитажа в Санкт-Петербурге.
В июле 1919 года, во время наступления созданного из ингерманладских беженцев Северо-Ингерманландского полка под командованием подполковника Георгия Эльфенгрена в направлении села Токсово, крестьянское восстание вспыхнуло и в приграничном с Финляндией лютеранском приходе Миккулайнен (Никулясы) на побережье Ладожского озера, неподалеку от бывшего имения Додоновых Васильевка.
Капитан Иван Додонов принял на себя командование восставшими крестьянами. В течение нескольких дней на побережье шли ожесточённые бои между повстанцами и частями Красной армии. Деревни Верхние и Нижние Никулясы дважды переходили из рук в руки. Для поддержки красных частей из Шлиссельбурга пришли два миноносца, обстрелявшие деревни и высадившие десант. 2 августа 1919 года повстанцы вместе с большим количеством мирного населения перешли на территорию Финляндии. Впоследствии они вступили в ряды Северо-Ингерманландского полка. Из жителей Никуляс был сформирован отдельный батальон, базировавшийся на территории Финляндии в деревне Таппари прихода Метсяпиртти, близ устья реки Вуокса.
После отступления в Финляндию Иван Додонов перебрался в Хельсинки, а оттуда — в Таллин, где вступил в белую Северо-Западную армию. После её поражения эмигрировал во Францию. Умер в 1952 году, похоронен на кладбище Сен-Женевьев де Буа.

### Семья
- брат Сергей (02.08.1882—?)
- сестра Лидия (11.03.1886—?)
- жена Наталья Фёдоровна (28.08.1890—19.03.1978, Франция)